# Never Breathe What You Can't See
Never Breathe What You Can't See es un álbum de Jello Biafra y The Melvins. Fue lanzado en 2004 a través de Alternative Tentacles (Virus 300). Las notas dicen que Mohamed Atta y John Ashcroft ayudaron a Biafra con las letras de "Caped Crusader" (en realidad, algunas líneas fueron asesoradas por ellos),Plethysmograph, que trata con el instrumento del gobierno que mide la excitatión en delincuentes sexuales en cuanto a estímulos diferentes, con una letra que en el coro dice "If Stuart could talk what would he say?" una canción de The Dickies titulada If Stuart Could Talk la cual habla sobre el pene del cantante.

## Lista de canciones
- Todas las canciones escritas por Buzz Osborne y las letras por Jello Biafra, excepto donde lo indica.

1. "Plethysmograph" (Música: Biafra) – 4:49
2. "McGruff the Crime Dog" – 4:18
3. "Yuppie Cadillac" (Música: Biafra) – 4:31
4. "Islamic Bomb" (Música: Biafra) – 6:19
5. "The Lighter Side of Global Terrorism" – 4:35
6. "Caped Crusader" (Música: Biafra, Osborne) – 6:08
7. "Enchanted Thoughtfist" – 4:18
8. "Dawn of the Locusts" – 5:12

## Personal
- Jello Biafra - voz, en los créditos aparece como Osama McDonald.
- Dale Crover - batería, percusión. guitarra líder en tracks 3 y 5, acreditado como Saddam Disney.
- Buzz Osborne - coros, guitarra, acreditado como Jon Benet Milosevic.
- Kevin Rutmanis - bajo, Bajo slide en track 8, acreditado como George W. McVeigh
- Adam Jones - Guitarra en tracks 4, 6, 7 y 8.
- Tom 5 - coros
- John The Baker - coros
- Adrienne Droogas - coros
- Wendy-O-Matik - coros
- Loto Ball - coros
- Johnny NoMoniker - coros
- Ali G. North - coros, Productor
- Lady Monster - coros
- Jesse Luscious - coros
- Marshall Lawless - Producer
- Toshi Kasai - ingeniero de sonido, Mezcla.
- Matt Kelley - ingeniero de sonido.
- Drew Fischer - ingeniero de sonido.
- Mackie Osborne - Dirección artística y diseño.